# Åkers socken, Södermanland
Den här artikeln handlar om Åkers socken i Södermanland. Se också Åkers socken, Småland.
Åkers socken i Södermanland ingick i Åkers härad, ingår sedan 1971 i Strängnäs kommun och motsvarar från 2016 Åkers distrikt.
Socknens areal är 125,99 kvadratkilometer, varav 117,36 land. År 2000 fanns här 3 494 invånare. Godset Berga samt tätorten och kyrkbyn Åkers styckebruk med sockenkyrkan Åkers kyrka ligger i socknen.  

## Administrativ historik
Åkers socken har medeltida ursprung. 1845 införlivades Ärja kyrkosocken, jordebokssocknen 1889.
Vid kommunreformen 1862 övergick socknens ansvar för de kyrkliga frågorna till Åkers församling  och för de borgerliga frågorna till Åkers landskommun. Landskommunen inkorporerade 1952 Länna landskommun och uppgick 1971 i Strängnäs kommun. Församlingen uppgick 2002 i Åker-Länna församling.
1 januari 2016 inrättades distriktet Åkers, med samma omfattning som församlingen hade 1999/2000.  
Socknen har tillhört län, fögderier, tingslag och domsagor enligt vad som beskrivs i artikeln Åkers härad.  De indelta soldaterna tillhörde Södermanlands regemente, Gripsholms kompani.

## Geografi

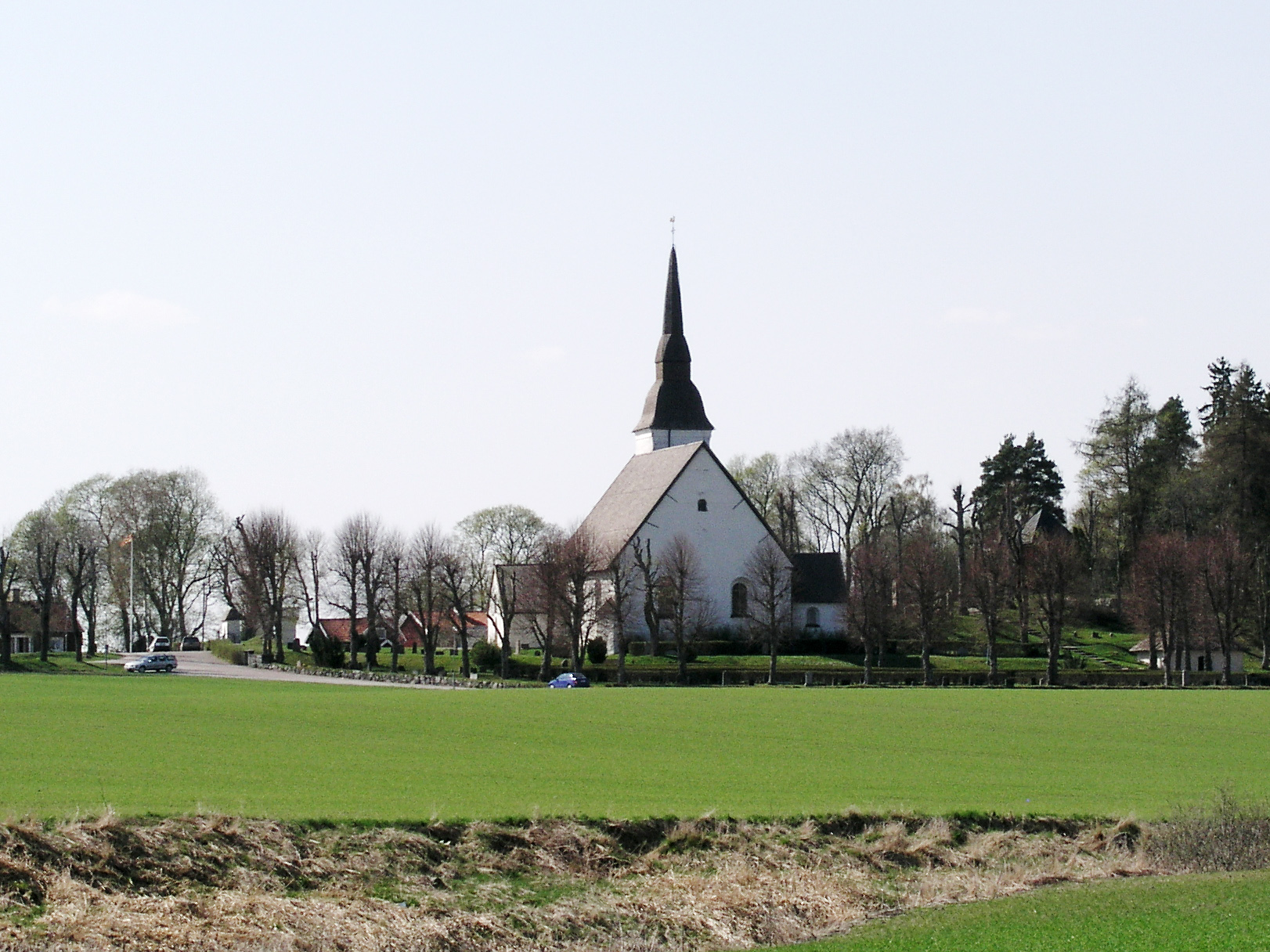
Åkers kyrka.

Åkers socken ligger söder om Strängnäs och väster om Mariefred och kring Bergaån. Socknen har odlad slättbygd i de centrala delarna omgivna av kuperad odligsbygd och med kuperad skogsbygd i söder på Mälarmården.
Svealandsbanan samt E20 passerar genom socknens nordöstra del. Längst i sydväst når socknen fram till Magsjöberget (102 m ö.h.). På berget ligger ett "tresockenmöte" mellan Åkers, Gryts och Dunkers socknar. Socknen gränsar mot Dunkers socken på en sträcka av cirka 1 km mellan Magsjöberget och Östra Magsjön (43 m ö.h.).
Åkers socken hade 1934 2 393 hektar åker och 6 537 hektar skogsmark.

## Fornlämningar

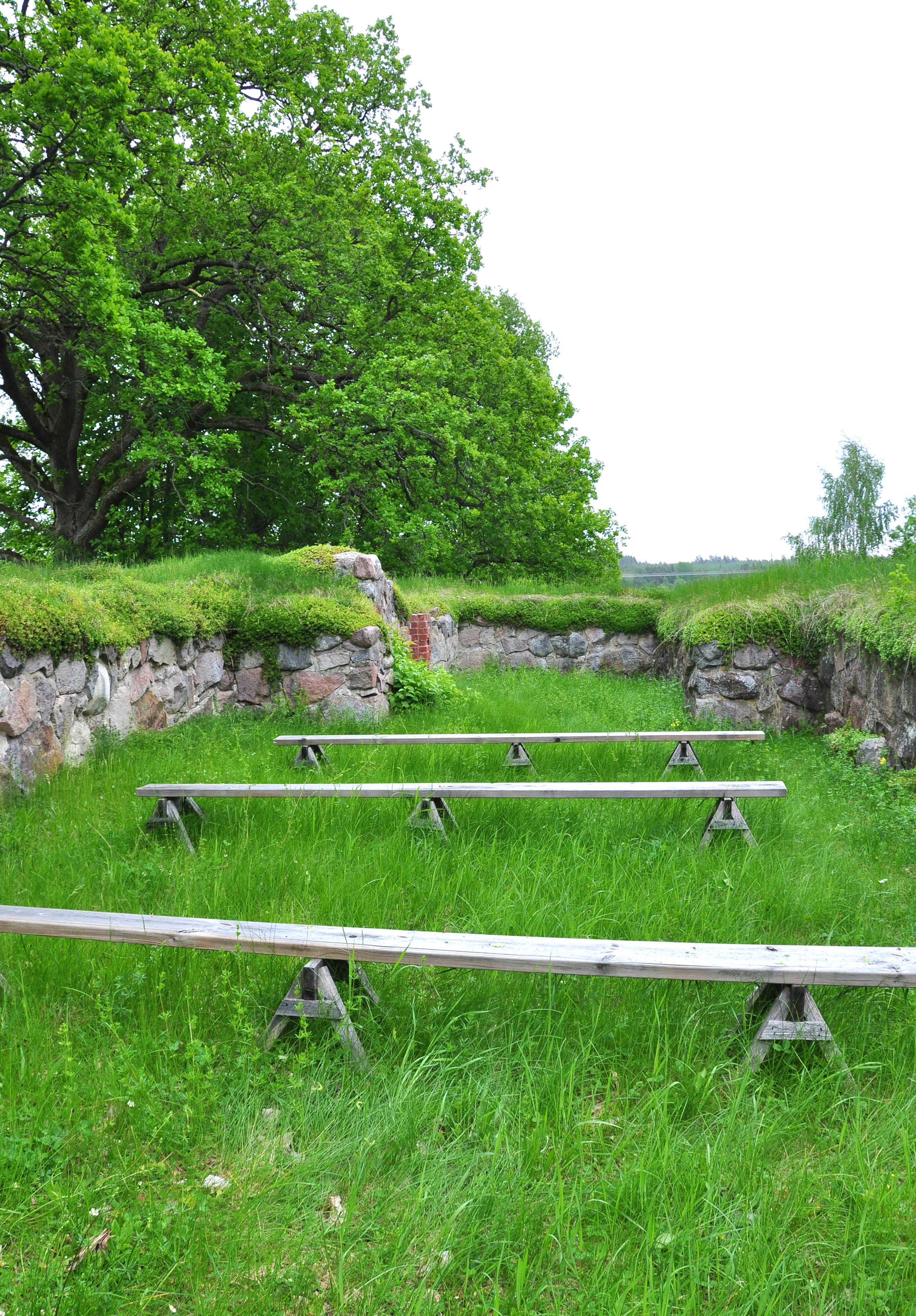
Ärja kyrkoruin.

Från bronsåldern härrör gravrösen samt skålgropar. Från samma period är två hällristningar. I området finns 39 gravfält från järnåldern. De flesta är från yngre järnåldern. Det finns sex fornborgar inom området. De ligger delvis längs en gammal färdled. Vidare finns två runristningar i block. Det finns även två runstenar, vilka är belägna vid ruinen Ärja ödekyrka.

## Namnet
Namnet (1280 Akir) tros syfta på en forntida åker, den samlingsplats vid dagens kyrka som även givit namn åt Åkers härad.